# Тронский, Иосиф Моисеевич
Ио́сиф Моисе́евич Тро́нский (Тро́цкий до 1938 года; 16 (28) мая 1897, Одесса — 3 ноября 1970, Ленинград) — российский и советский филолог-классик, индоевропеист, крупнейший специалист по античной литературе. Доктор филологических наук, профессор.

## Биография
Сын учителя древнееврейской словесности и потомственного почётного гражданина Моисея Исааковича Троцкого (1861—1922) и Фейги Хаимовны Фрейдлиной (1866—1932). В 1915 окончил частную гимназию И. Р. Раппопорта и поступил на историко-филологический факультет Новороссийского университета. Слушал курс сравнительно-исторического языкознания и санскрита у А. И. Томсона. В 1918 был награждён золотой медалью факультета за сочинение «Цицерон о памятниках искусства». По окончании университета в 1919 году остался при кафедре римской словесности, одновременно начал работать в области библиотечного дела. С 1919 по 1923 работал в главной библиотеке Высшей школы, занимая последовательно должности заведующего кабинетом, классификатора, помощника библиотекаря и заведующего отделом. В 1920 году принимал участие в составлении всероссийского сводного каталога иностранной периодики. С 1921 года начал преподавать древние языки в Одесском институте народного образования и в Археологическом институте.
В январе 1923 года переехал в Петроград, где получил научную квалификацию при Научно-исследовательском институте сравнительной истории литератур и языка Запада и Востока (ИЛЯЗВ) вне штата и без оклада. 23 июня 1924 по рекомендации Н. Я. Марра был принят на работу в Русское отделение Публичной библиотеки, в штате которой прошёл путь от помощника библиотекаря до консультанта по общим вопросам классификации. Был сторонником полной рекаталогизации русского фонда до 1927 de visu (вручную). С 6 июня 1931 по 1 сентября 1934 заведовал библиотекой Вольтера. Руководил работой аспирантов библиотеки, состоял членом Общества библиотековедения.
В 1926—1929 читал курс античной литературы в Ленинградском государственном университете. Затем в ходе экспериментов в области образования преподавание классических языков было временно переведено на кафедру романо-германских языков и практически изъято из образовательного процесса. В 1932, после отмены этого сомнительного нововведения и учреждения первой в СССР кафедры классических языков, ознаменовавшего новый поворот в истории отечественной филологии, вернулся к преподаванию. С самого дня основания кафедры был её сотрудником, сперва как совместитель, с 1935 — в постоянном штате.
В 1938 году на фоне кампании по разоблачению «троцкистов» сменил фамилию Троцкий на Тронский.
В 1938 на основании постановления Совнаркома СССР «Об учёных степенях и званиях» Учёный Совет Ленинградского института философии, лингвистики и истории (ЛИФЛИ) присвоил ему учёную степень кандидата филологических наук без защиты диссертации. В январе 1939 был утверждён в учёном звании доцента по кафедре классической филологии. 11 ноября 1941 года на заседании учёного совета ЛГУ в блокадном Ленинграде защитил докторскую диссертацию на тему «История античной литературы» (официальные оппоненты С. А. Жебелёв, А. А. Смирнов и И. И. Толстой). Текст диссертации впоследствии лёг в основу одноимённой монографии (1947), которая выдержала множество переизданий, была переведена на около десятка языков и до сих пор остаётся одной из наиболее авторитетных работ в данной области. Вскоре после защиты И. М. Тронский был эвакуирован вместе с университетом в Саратов. 7 марта 1943 он был утверждён в должности исполняющего обязанности заведующего кафедрой классической филологии ЛГУ, а в июле того же года получил дипломы доктора филологических наук и профессора ЛГУ. По возвращении в Ленинград в 1944 году возобновил работу в Университете и Публичной библиотеке. С июля 1950 — сотрудник Института языка и мышления РАН (впоследствии — Институт языкознания РАН), в ленинградском отделении которого проработал до конца жизни, с перерывом в 1952—1957 годах.

### Семья
- Отец — Моисей Исаакович Троцкий, одесский педагог, автор книг «Краткая грамматика древнееврейского языка» (Одесса, 1905) и «Учебник русской грамматики для инородческих училищ» (Одесса, 1911—1915).
- Жена — Мария Лазаревна Тронская (урождённая Гурфинкель; 1896—1987), историк немецкой литературы, профессор ЛГУ; её двоюродный брат — литературовед С. А. Рейсер.
- Брат — Исаак Моисеевич Троцкий (1903—1937), историк, декабристовед; его дочь Елена после ареста родителей в 1936 году была удочерена Иосифом Моисеевичем и Марией Лазаревной Тронскими; впоследствии замужем за Г. М. Элиашбергом[7].
- Дядя (муж тёти со стороны матери, Иты Хаимовны (Иды Ефимовны) Дубновой, 1858—1934) — историк Семён Маркович Дубнов.
  - Двоюродная сестра — София Семёновна Дубнова-Эрлих (1885—1986), поэтесса, публицист (на русском языке и идише), переводчица с идиша и немецкого на русский язык, жена видного деятеля Бунда Х. М. Эрлиха (их сын — филолог-славист В. Г. Эрлих).

## Научные труды

### Монографии
- Античные теории языка и стиля (совместно с С. В. Меликовой-Толстой и О. М. Фрейденберг). — Л., 1938.
- История античной литературы. — Л., 1947. (4-е изд. 1983)
- Очерки из истории латинского языка. — М.—Л., 1953.
- Историческая грамматика латинского языка. — М., 1960.
- Древнегреческое ударение. — М.—Л., 1962.
- Общеиндоевропейское языковое состояние: Вопросы реконструкции. — Л., 1967.
- Вопросы языкового развития в античном обществе. — Л., 1973. (Переиздание: М., 2013.)
- Историческая грамматика латинского языка; Общеиндоевропейское языковое состояние: Вопросы реконструкции / Под общ. ред. Н. Н. Казанского. — М.: Индрик, 2001. — 578 с.

### Статьи
- Религия греческого пастуха (К постановке вопроса) // Религия и общество — Л.: «Сеятель», 1926. — С. 126—143.
- Греция (Древняя) / Колобова К. М. (исторический очерк), Ельницкий Л. А. (Воспитание и просвещение), Лосев А. Ф. (Религия и мифология), Гайденко В. П. (Философия), Пикус Н. Н. (Естественнонаучные взгляды), Ельницкий Л. А. (География, Историческая наука, Музыка), Тронский И. М. (Литература), Головня В. В. (Театр), Соколов Г. И. (Архитектура, изобразительное и декоративно-прикладное искусство), Тронский И. М. (Изучение древнегреческой культуры. Вступление, Изучение литературы), Лосев А. Ф. (Изучение философии), Фролов Э. Д. (Изучение истории), Сидорова Н. А. (Изучение искусства). // Гоголь — Дебит. — М. : Советская энциклопедия, 1972. — (Большая советская энциклопедия : [в 30 т.] / гл. ред.  А. М. Прохоров ; 1969—1978, т. 7).
- Греция Древняя : [арх. 28 сентября 2022] / Фролов Э. Д. (Исторический очерк), Шичалин Ю. А. (Образование и педагогическая мысль), Тахо-Годи А. А. (Культура), Лебедев А. В. (Философия),  Теперик Т. Ф. (Литература); Тронский И. М. (драматургия), Молок Д. Ю. (Архитектура и изобразительное искусство), Лебедев С. Н. (Музыка) // Гермафродит — Григорьев [Электронный ресурс]. — 2007. — С. 705—729. — (Большая российская энциклопедия : [в 35 т.] / гл. ред. Ю. С. Осипов ; 2004—2017, т. 7). — ISBN 978-5-85270-337-8.